# Yax Ehb Xook
Yax Ehb Xook, (magyarul Első Lépés Cápa) más néven Yax Moch Xok vagy Yax Chakte'I Xok, az egyik legnagyobb klasszikus kori maja állam, Tikal dinasztiaalapítója volt i. sz. 90 körül.
Uralkodásáról nem maradtak fenn feljegyzések, csak régészeti emlékek, illetve az utódainak visszatekintő feliratai tanúskodnak arról, melyekben a hosszú időszámítás alapján a kialakulás korának végéhez közel uralkodott.
Temetkezési helye a város legrégebbi uralkodói sírja a tikali északi akropoliszban, és már magán viseli a maja királysírok jellegzetességeit, köztük a három stilizált virággal díszített diadémot.